# Igriés
Igriés est une commune d’Espagne, dans la province de Huesca, communauté autonome d'Aragon comarque de Hoya de Huesca.

## Géographie
Située dans la Hoya de Huesca, l'altitude moyenne de la ville est de 599 m. Elle est traversée par la rivière Isuela , se trouve au sud des pré-Pyrénées et à 9 kilomètres de Huesca.
Igriés est frontalière avec Yéqueda, Arascués, Nueno, Sabayés, Apiés et Banastás.

## Histoire
Igriés a été mentionné pour la première fois en 1104, par l'Évêque de Huesca et de Montearagón. (Ubieto Arteta, Cartulario de Montearagón, nº. 38)

## Politique et administration

### Liste des maires
| Mandat    | Maire | Maire                      | Parti |
| --------- | ----- | -------------------------- | ----- |
| 1979-1983 |       | José Mairal Monclús        | UCD   |
| 1983-1987 |       | Antonio Lles Uiesto        |       |
| 1987-1991 |       | Antonio Lles Uiesto        |       |
| 1991-1995 |       | Mariano Monaj Villanua     |       |
| 1995-1999 |       | Immaculada Oliván Lample   | PP    |
| 1999-2003 |       | Mariajosé Ordás Arnal      | PP    |
| 2003-2007 |       | Constancio Calvo Sanmartín | PP    |
| 2007-2011 |       | Constancio Calvo Sanmartín | PAR   |
| 2011-2015 |       | Roque Adrada Guajardo,     | PAR   |
| 2015-2019 |       | Roque Adrada Guajardo      | PAR   |
| 2019-2023 |       | José María Navarro Ena     | PAR   |

## Démographie

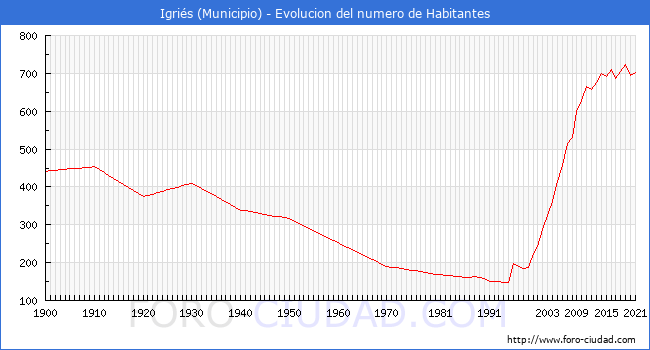
Évolution de la population de Igriés

| Année | Total Commune |
| 1900  | 442           |
| 1910  | 453           |
| 1920  | 374           |
| 1930  | 410           |
| 1940  | 339           |
| 1950  | 316           |
| 1960  | 252           |
| 1970  | 190           |
| 1981  | 168           |
| 1990  | 159           |
| 2000  | 225           |
| 2005  | 415           |
| 2009  | 598           |
| 2010  | 692           |
| 2015  | 692           |
| 2020  | 695           |
| 2021  | 703           |

## Lieux et monuments

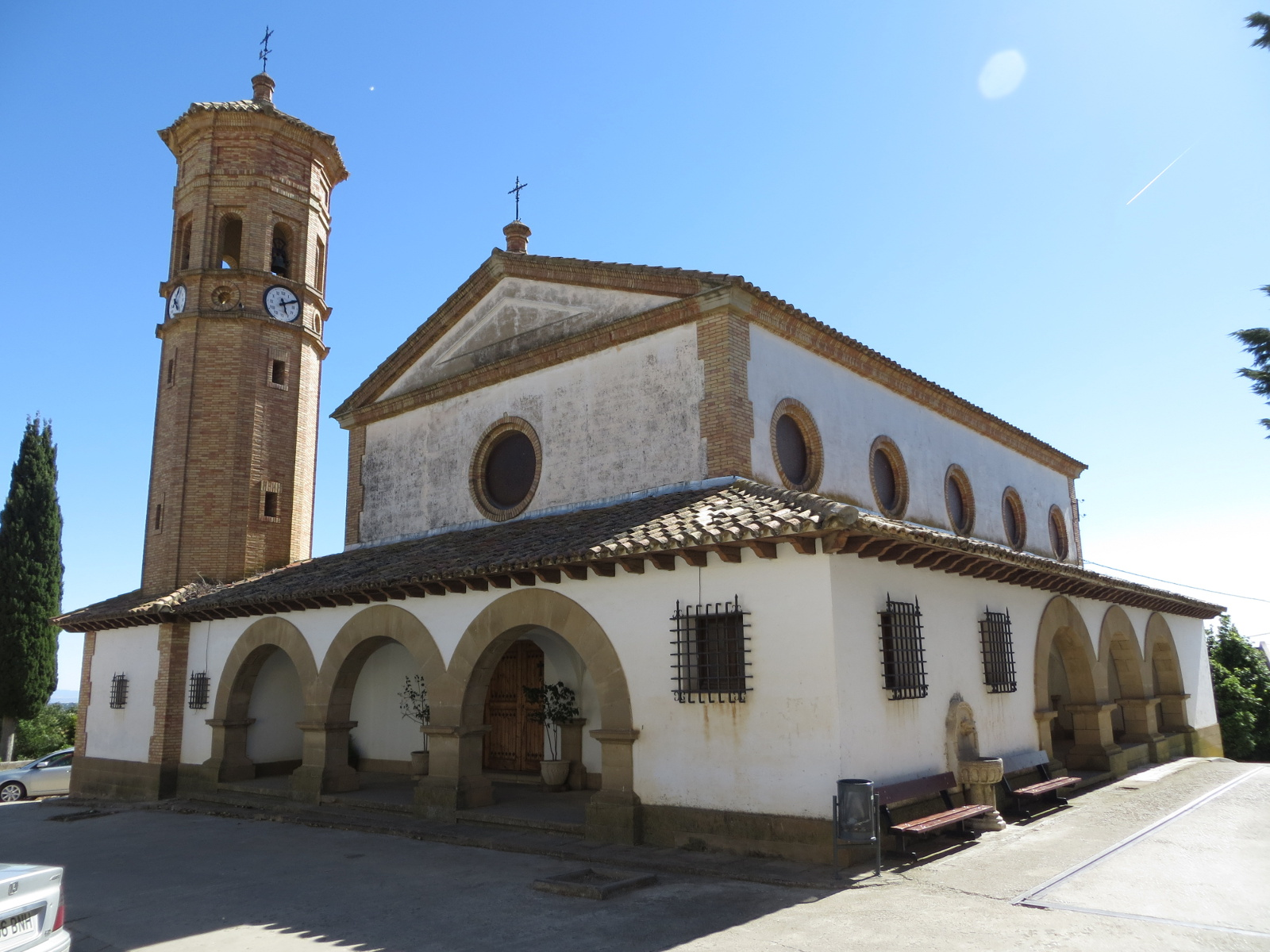
Église paroissale de Nuestra Señora de la Esperanza

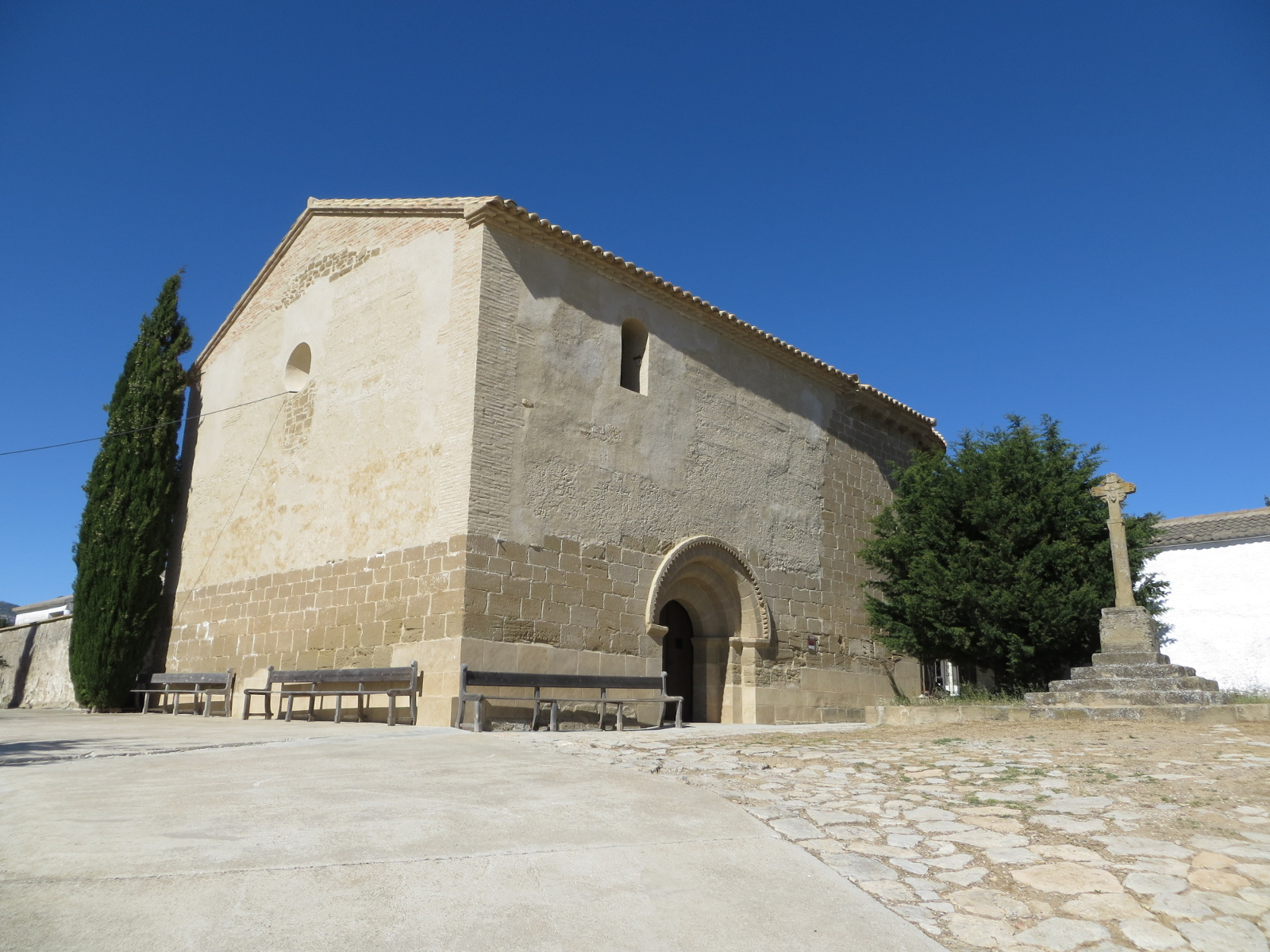
Érmitage de San Juan

- Église paroissale de Nuestra Señora de la Esperanza
- Ermitage de San Juan construit au 12e siècle
- Camp militaire
- Barrage d'Igriés
- Moulin d'Igriés